# Smithsonidrilus tuber
Smithsonidrilus tuber är en ringmaskart som först beskrevs av Erséus 1983.  Smithsonidrilus tuber ingår i släktet Smithsonidrilus och familjen glattmaskar. Inga underarter finns listade i Catalogue of Life.